# Jānis Strenga
Jānis Strenga (* 6. Februar 1986 in Sigulda, Lettische Sozialistische Sowjetrepublik) ist ein lettischer Bobsportler.

## Werdegang
In der Saison 2013/14 gewann er in St. Moritz und Igls seine ersten beiden Weltcuprennen im Viererbob. Bei diesen Weltcups war er als Anschieber von Oskars Melbārdis aktiv.
Jānis Strenga startete bei den Olympischen Winterspielen 2014 im Viererbob als Anschieber von Oskars Melbārdis. Zusammen mit diesem, Daumants Dreiškens und Arvis Vilkaste wurde er Olympiasieger. In derselben Formation wurde Strenga 2015 Europameister und gewann Bronze bei der Weltmeisterschaft. Im darauffolgenden Jahr wurde er in Igls Weltmeister im Viererbob, wiederum mit Melbārdis, Dreiškens und Vilkaste. 2018 war er bei den Olympischen Spielen in Pyeongchang Anschieber im Zweierbob von Oskars Melbārdis und gewann mit ihm zusammen die Bronzemedaille. Im Viererbob belegten sie Rang fünf.